# 细足梭子蟹
细足梭子蟹（学名：Portunus tenuipes）为梭子蟹科梭子蟹属的动物。分布于日本、菲律宾、澳大利亚、马来半岛、新加坡、安达曼群岛以及中国大陆的广东等地，生活环境为海水，多见于水深15-35米的沙、石底。